# Ren
Ren ("ren") Strpljenje, tolerancija, izdržljivost, samokontrola.
Zhen-Shan-Ren   ("jhun-shahn-ren"):     
Zhen   (istina, istinitost); 
Shan   (suosjećanje, dobrodušnost, ljubaznost, dobrota); 
Ren   (strpljenje, tolerancija, izdržljivost, samokontrola).